# Центр информационно-коммуникационные технологий ВМС Израиля
Центр информационно-коммуникационные технологий ВМС Израиля (ивр. מרכז תקשו"ב‎) — расформированное военное формирование в составе Управления материально-технического обеспечения ВМС Израиля . Центр представляло собой центр разработки программного обеспечения, для разработки систем оперативного боя, разработки систем управления войсками, систем оперативной связи и систем имитационного моделирования и тренажеров.

## Структура
В 2012 году в центре были разработаны программно-интенсивные системы для использование в боевых системах ВМС, таких как: ракетные катера, подводные лодки, противотанковые средства, береговые защитные комплексы, вертолёты и самолёты, миниатюрные боевые действия и обучение, такие как системы радиоэлектронной борьбы, программно-интенсивные системы реального времени, системы вооружения, связи, системы подводного боя, системы визуализации и обучения, системы интеграции и мониторинга оперативных процессов.
Подразделение состояло из отделений программного обеспечения, электроники и комбинаций.
В подразделении были независимые группы разработчиков и отраслевые группы разработчиков, занимающиеся разработкой программного обеспечения в проектах, находящихся на переднем крае технологий.
Отделения программного обеспечения и интеграции в подразделении состояли из выпускников центров образования по тематикам вычислительной техники / информатики / разработки программного обеспечения и выпускников курсов программирования.
Выпускники программы академического резерва служили в отделах электроники, разрабатывая в сотрудничестве с промышленностью системы оперативной связи, беспилотные инструменты, программы ИКТ для экономичного водоснабжения и многое другое.
Подразделение находилось в подчинении Управления материально-технического обеспечения, и её возглавлял офицер в звании полковника . Подразделение располагалась на базе под Хайфой.

## История
Центр информационно-коммуникационные технологий был создан в 1999 году как разделение подразделения «Мамхи» на два подразделения: «Центр информационно-коммуникационные технологий» (операционные системы) и «MАМTAM» (подразделение информационных систем, процессов и вычислений). С разделением частей полковник Натан Барак, который был командующим армией, стал первым командующим Центра информационно-коммуникационные технологий.
В 2018 году подразделение снова было объединено с «MAМTAM» в Центре разработки ВМС .

## Командиры подразделений
- Полковник Натан Барак
- Полковник Аарон Хуберман
- Полковник Одед Фишер
- Полковник Ассаф Шафи
- Полковник Гил Бен-Ами
- Полковник Моше Канзин